# František Loskot
František Loskot, křtěný František Josef (9. února 1870 Vraclav – 16. února 1932 Praha-Podolí) byl český kněz, náboženský historik, filozof a religionista. Po vystoupení z římskokatolické církve působil jako redaktor časopisů hnutí Volná myšlenka a později se stal redaktorem agrárních deníků. Zabýval se českými náboženskými a kulturními dějinami, napsal řadu spisů o představitelích české reformace. Dále publikoval práce o křesťanství a jeho vzniku i práce ze srovnávacích dějin náboženství.

## Biografie

### Katolický kněz

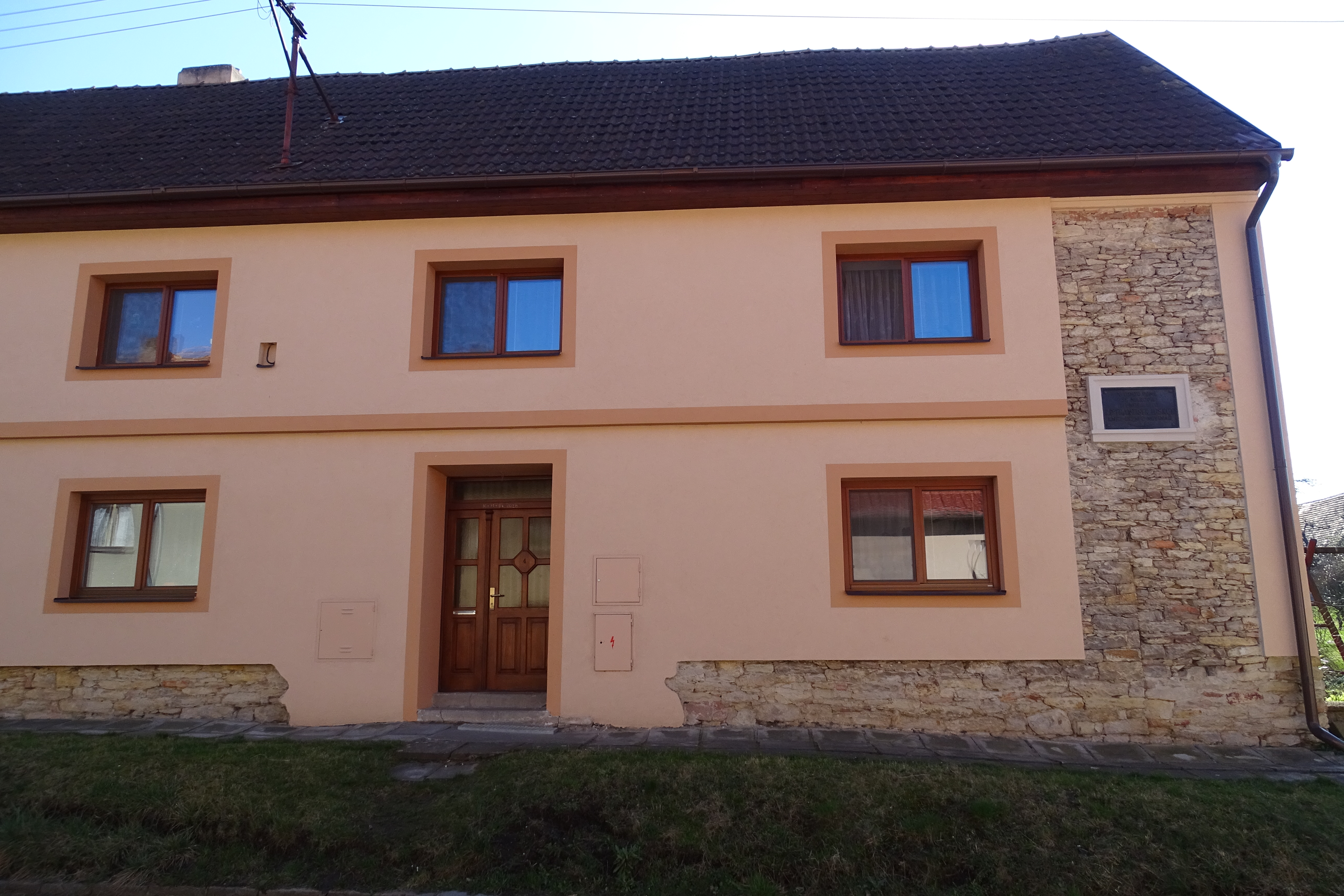
Rodný dům Františka Loskota

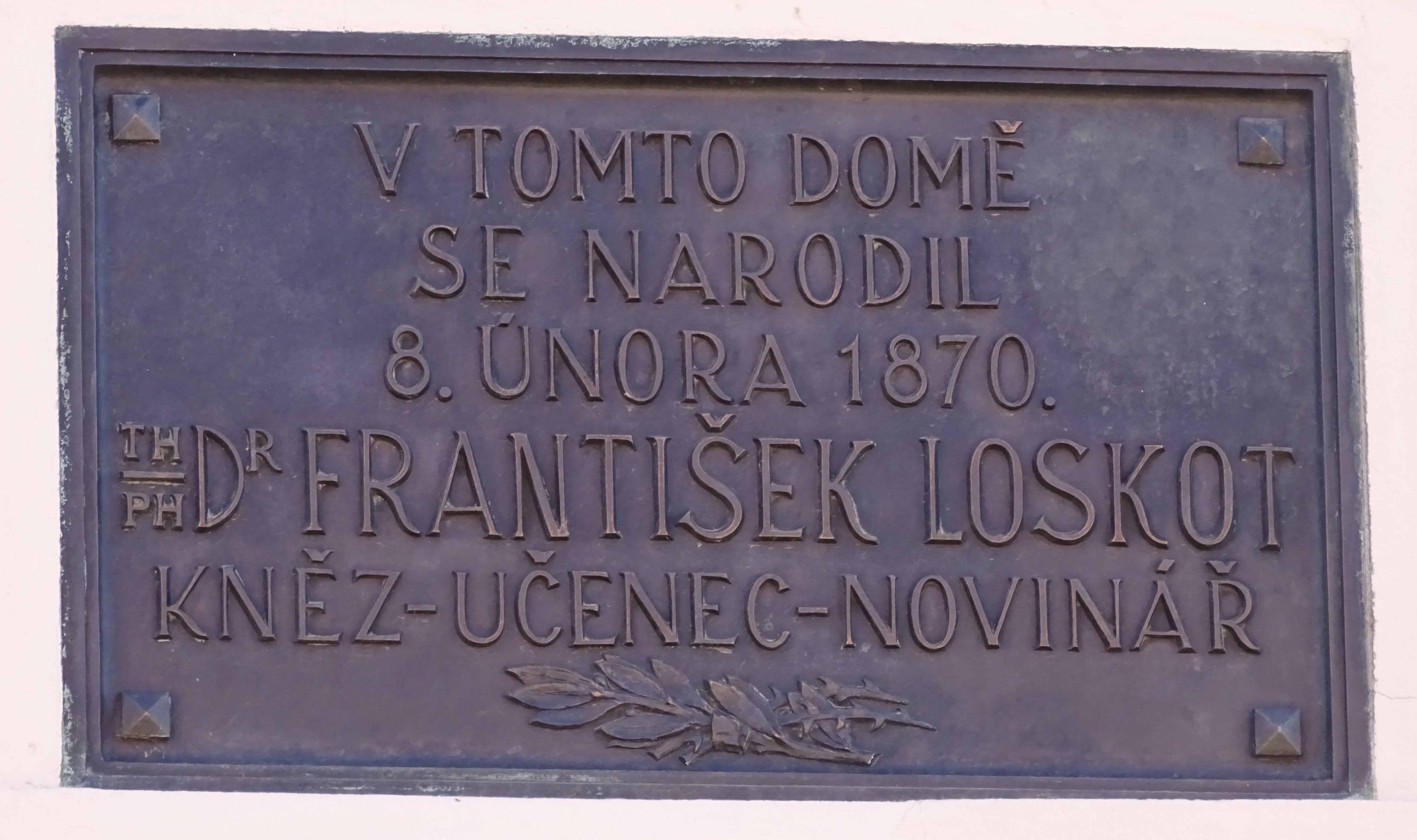
Pamětní deska na rodném domě Františka Loskota

Narodil se 9. února 1870 ve Vraclavi jako jediný syn ze čtyř dětí rolníka Františka Loskota, jenž zastával různé funkce v okresním výboru a býval i obecním starostou. Rodina byla katolická, hoch od dětství ministroval v kostele. Obecnou školu navštěvoval ve Vraclavi a v roce 1881 odešel na gymnázium do Vysokého Mýta. Měl dobrou paměť, a aby se zdokonalil ve znalosti jazyků, chodil ještě i na soukromé hodiny francouzštiny a němčiny. Maturoval v roce 1889 a byl přijat do bohosloveckého semináře v Hradci Králové. Po jeho absolvování byl v roce 1893 vysvěcen na kněze a v prosinci téhož roku se stal kaplanem v Jablonci nad Jizerou.
V tomto svém prvním působišti se ihned zapojil do vlastenecké činnosti, jeho kázání pro pracující lid ve smíšeném česko-německém území byla oblíbená. V německém tisku však byl za ně napadán. Došlo i k žalobám ke konzistoři do Hradce Králové a nakonec i k žalobě pro pobuřování u krajského soudu v Jičíně. Od konzistoře sice obdržel napomenutí, ale biskup Brynych se ho ujal. Loskot se stal členem a později i jednatelem Národní Jednoty Severočeské. V letech 1894–1899 přednášel na mnoha schůzích, večírcích i akademiích na rozličná vlastenecká témata a pořádal četné kulturní akce. Před volbami v roce 1897, kdy bylo třeba vymezit se proti tamním Němcům, napsal a vlastním nákladem vydal brožuru Jste Čechové! Několik upřímných slov k Čechům Krkonošským. Napomínal v ní Čechy, aby si vážili rodné země i mateřského jazyka, prosil je, aby se neodnárodňovali a aby pro povzbuzení četli dobré knihy. Za motto brožury zvolil citát z 1. knihy Makabejské (3,59): „Lépe jest nám umříti v boji, nežli viděti zlé věci národa našeho".
Po roce 1898 Loskot zanechal veřejné činnosti a soustředil se na studium teologie a církevních dějin. Odebíral řadu časopisů, také cizojazyčných. Značný vliv měl na něj časopis Katolické moderny Nový život, jenž ho seznamoval s netradičními postoji k různým otázkám. V roce 1901 odešel z Jablonce nad Jizerou, aby se mohl v Praze věnovat studiu teologie. Nějaký čas pobýval ve studentském konviktu, v roce 1903 se stal kaplanem v obci Branná. Se svolením církevních úřadů obdržel dlouhodobou dovolenou, aby mohl v Praze studovat; faráři v Branné vypomáhal pouze o svátcích a o prázdninách. V listopadu roku 1903 byl prohlášen doktorem teologie (ThDr.), a to na základě dizertační práce Svatý Jan Nepomucký. V této době byla již jeho víra otřesena a toužil po dalším studiu církevních dějin; přitahoval ho zejména historicko-kritický směr liberální teologie. Za tímto účelem se odebral do Berlína. Neobdržel však stipendium od ministerstva školství a pro neutěšené hmotné poměry se již v roce 1904 vrátil z Berlína do Prahy.
V letech 1905–1907 působil jako výpomocný (zastupující) katecheta v Praze, Pardubicích a Vysokém Mýtě. Zapojil se do Jednoty katolického duchovenstva, která chtěla zlepšit hmotné a právní postavení kněžstva a snažila se o očištění katolického náboženství od dobových nánosů; usilovala také o intelektuální a mravní povznesení českého národa. Loskot přispíval (většinou pod šiframi) do Věstníku katolického duchovenstva, jenž byl orgánem Jednoty. Věřil, že církevní učení lze přizpůsobit modernímu myšlení, a usiloval o sblížení vědy s církví. Stále více se klonil k myšlenkám modernismu.
V dubnu 1907 byla z rozhodnutí českých biskupů Jednota katolického duchovenstva rozpuštěna. V témže roce papež Pius X. v dekretu Lamentabili sane exitu a v encyklice Pascendi Dominici gregis odsoudil modernismus. Před Vánocemi 1907 Loskot oznámil, že se vzdává kněžského úřadu, a 6. ledna 1908 se oženil.

### V české sekci Volné myšlenky
V této době se sblížil s agrární stranou, k jejímuž programu se již dříve hlásil, a zúčastnil se její agitace před zemskými volbami v roce 1908. Pro potřeby strany napsal brožuru O poddanství a robotě lidu selského, která byla vydána v roce 1908 bez uvedení autora. Živil se jako novinář, redigoval čtrnáctideník Nezmar (1908–1909), jenž usiloval o „zracionalizování náboženství". V roce 1909 vystoupil z římskokatolické církve a stal se členem české sekce Volné myšlenky. Dostal se tu do kontaktu s F. Krejčím, O. Pertoldem, Th. Bartoškem a dalšími volnými mysliteli. Patřil k předním pracovníkům tohoto antiklerikálního a volnomyšlenkářského hnutí, v letech 1909–1914 byl redaktorem časopisů Volná myšlenka a Volná škola; kromě toho působil i v dalších časopisech, které hnutí vydávalo (Havlíček, Neruda).
V roce 1909 vyšel spis Čechové a církev katolická, což je otisk čtyř Loskotových přednášek na akcích Volné myšlenky. Dle autora se církev katolická v průběhu dějin zpronevěřila svému poslání, od vypuknutí české reformace až do národního probuzení se dopouštěla násilí vůči českému národu. Proto se Češi musí emancipovat od katolické církve. Loskot vysoce hodnotil českou reformaci, která pomáhala připravoval velikou revoluci. Na jednotu českobratrskou, která měla velké zásluhy o český národ, musíme stále navazovat, především na její lásku k práci. Nelze však v moderní době přebírat její tehdejší zásady náboženské, neboť „náboženství je produktem zapadlých kultur". „Česká historie odůvodňuje nutnost platnou pro všechny Čechy, aby se stali volnými mysliteli. Mezi otrokem Říma a volnou myšlenkou není nic středního. Český bratr – toť volný myslitel v rámci své doby. Vyhladiti z národního těla římanství, toť kategorický požadavek, jejž nutno provésti v zájmu záchrany národní."
Dějinám české reformace věnoval Loskot řadu prací. V roce 1909 publikoval spis Konrad Waldhauser, řeholní kanovník sv. Augustina, předchůdce Mistra Jana Husa. Šlo o první samostatný český životopis tohoto kazatele z počátku reformního hnutí a odborná kritika hodnotila tuto práci velmi kladně. Loskot si v této době doplňoval své vzdělání studiem historie na české univerzitě v Praze a právě na základě spisu o Waldhauserovi získal v červnu 1911 doktorát filozofie (PhDr.). České reformaci dále věnoval spisy Milíč z Kroměříže (1911), Bratr Řehoř (1912), M. Matěj z Janova (1912), Mistr Jan Hus (1915, vydáno pod pseudonymem Dr. Frant. Vratislav).
Na podzim roku 1911 odjel s manželkou do Paříže a věnoval se tam studiu srovnávací vědy náboženské, mimo jiné navštěvoval přednášky Alfreda Loisyho. Poté začal v Praze vlastním nákladem vydávat „Knihovnu vědy náboženské"; jako první svazek v ní vyšla Loskotova práce Ježíš Nazaretský (1913). Autor v ní líčí Ježíše jako velkou historickou osobnost, ale považuje ho za pouhého člověka, nikoliv za boha.. Před válkou v této edici vydal ještě další své práce: Církevní sněm kostnický (1914), Náboženství israelské (1914), Posmrtný soud v bájesloví různých národů (1914).

### Redaktor agrárních deníků
V období 1. světové války byla činnost české sekce Volné myšlenky zakázána, protože ji úřady považovaly za podvratnou organizaci. Časopis Volná myšlenka byl zastaven již v září 1914. Někteří představitelé volnomyšlenkářského hnutí byli uvězněni, Loskot zůstal v Praze, ale byl dán pod policejní dohled. Za této situace našel uplatnění v tisku agrární strany. Nejprve se stal redaktorem deníku Venkov a v roce 1916 redaktorem deníku Večer, v němž setrval až do roku 1923. Od roku 1924 až do smrti byl opět redaktorem Venkova. Jeho ideálem byla dráha akademická, zůstal však nakonec žurnalistou. I v poválečném období však publikoval další práce o náboženské problematice, které mu zpravidla vydávalo vydavatelství obnovené Volné myšlenky.
V roce 1923 vyšel spis Na zříceninách chrámu: kapitolky o náboženské krisi. V tomto díle tvrdí, že náboženství je důsledkem omezenosti člověka, jeho nedostatečného poznání a slabosti. „Kdyby člověk vše znal a vše mohl, nebylo by náboženství." Člověk touží po spáse, proto si vytváří náboženství, ale představa spásy se v dějinách mění. V moderní době lidstvo nebude hledat spásu „v dosažení nebe po smrti, ale ve vnitřní harmonii, v uspokojení svědomí, v tomto nejvyšším štěstí, jež bude podmíněno mravným životem a poznáním i praktickým respektováním správného poměru jedince k celku. K lidstvu i národu. Proto náboženství budoucnosti bude v prvé řadě apoštolem bratrství."

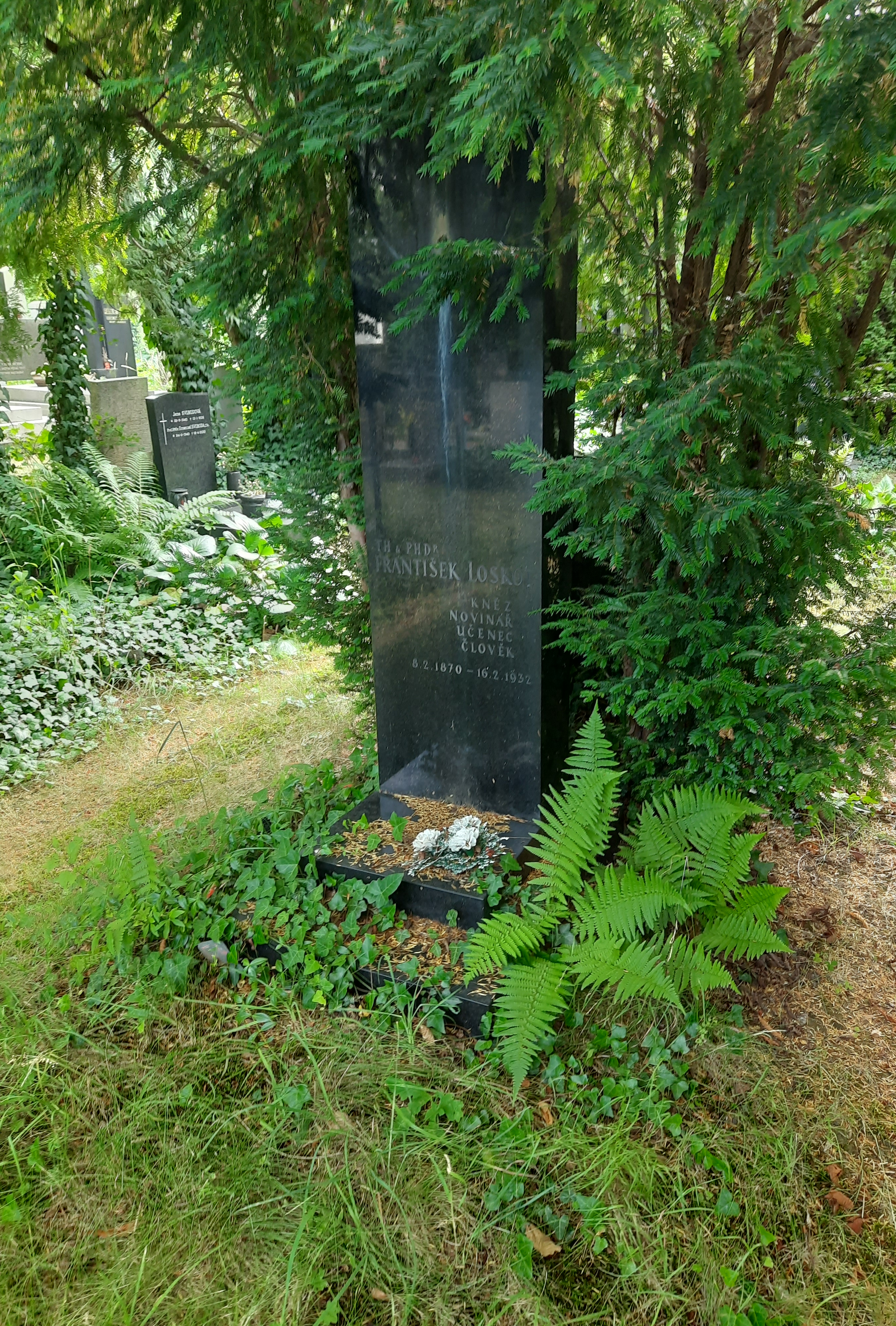
Hrob na Vinohradském hřbitově

Křesťanství již není reformovatelné, moderní věda vyvrátila jeho dogmata (zjevení, božství Ježíšovo, inspiraci bible) a odhalila magický ráz katolického kultu, který se dochoval do současnosti jako přežitek z doby animismu. Proto Loskot předvídal zánik církve. Náboženství budoucnosti „nebude míti dogmat, ani obřadů magických, ani nebude v zajetí církví, jež se neprávem vychloubají, že mají svá poslání od boha. V náboženství budoucnosti místo dogmat zaujmou poučky založené na vědě. Kde věda nedá spolehlivého světla, spokojí se člověk dohadem, jeho inteligence odmítne báje. Obřady a slavnosti náboženství budoucnosti budou míti ráz výchovný, aby povzbudily a posílily člověka k plnění povinností, uložených řádem mravním.
V roce 1924 publikoval Loskot pod pseudonymem Jan z Mýta práci o bibli (Bible : co praví moderní věda o původu a rázu knih biblických) a v témže roce pod vlastním jménem spis Pavel z Tarsu: myslitel a dobyvatel; v tomto spisu se zabýval i úlohou orfismu při vzniku křesťanství. Dle jeho názoru Pavel z Tarsu převzal ze židovství myšlenku, že hřích přinesl smrt, ale doplnil ji přesvědčením orfiků, že smrt může být ve spojení s bohem přemožena. V koncepci Pavla z Tarsu se spojuje židovství s orfismem, Ježíš ztrácí vlastnosti židovského Mesiáše a stává se spasitelem všeho lidstva od hříchu.
Od roku 1926 se začal zhoršoval Loskotův zdravotní stav. V prosinci 1931 byl postižen záchvatem mrtvice a další záchvat mrtvice ukončil dne 16. února 1932 jeho život. Pohřben byl na Vinohradském hřbitově.
Nuže, náboženská věda ukazuje, že dogmat, obřadů a církví nynějších kdysi nebylo, že vznikaly v určitých okolnostech, byvše těmito v život vyvolány, náboženská věda dokazuje, že žádné dogma není zjeveno, že žádný obřad není ustanoven bohem, že také morálka se všemi těmi oporami, jež jí dalo náboženství, jest výslednicí lidského vývoje, že žádná církev není založena bohem, že nic z toho není dílem božím. – Ba, věda náboženská ukazuje, že také idea, představa boha je dílem člověka, že se měnila, že se vyvíjela, věda náboženská seznamuje nás přímo s historií boha…
F. Loskot, Na zříceninách chrámu, 1923

## Dílo
- 1897 – Jste Čechové! Několik upřímných slov k Čechům Krkonošským;
- 1900 – Lourdy;
- 1908 – Kronika Vraclavská: památník vydaný nákladem obce Vraclavské u příležitosti osmistého výročí záhuby rodu Vršovců a na památku postavení pomníku Vršovského r. 1908 na Hradisku u Vraclavi v okresu vysokomýtském;
- 1908 – O poddanství a robotě lidu selského: Na oslavu 60letého výročí zrušení poddanství a roboty (vydáno bez uvedení autora);
- 1909 – Čechové a církev katolická: čtyři přednášky pořádané Pražskou organisací Volné Myšlenky ve dnech 18. a 25. listopadu, 2. a 9. prosince r. 1909 v sále pražského "Hlaholu";
- 1909 – Konrad Waldhauser, řeholní kanovník sv. Augustina, předchůdce Mistra Jana Husa;
- 1910 – Bezženství kněžské a jeho dějiny;
- 1911 – Král Václav IV.: dle katolických klevet a dle dějepisu;
- 1911 – Milíč z Kroměříže, otec české reformace;
- 1911 – O indexech zakázaných knih: index římský a indexy české, knížka pro každého českého člověka;
- 1912 – Bratr Řehoř: obrázek z doby náboženského přerodu;
- 1912 – M. Matěj z Janova;
- 1913 – Ježíš Nazaretský;
- 1914 – Církevní sněm kostnický;
- 1914 – Náboženství israelské;
- 1914 – Posmrtný soud v bájesloví různých národů;
- 1915 – Mistr Jan Hus: jeho život, spisy a názory;
- 1915 – Mistr Jan Hus: na oslavu pětistého výročí upálení Mistrova napsal Frant. Vratislav (vydáno pod pseudonymem);
- 1921 – Ježíš Nazaretský (2., přepracované vydání);
- 1922 – Mučenictví Mistra Jana Husa / k 6. červenci napsal Jan z Mýta (vydáno pod pseudonymem);
- 1923 – Na zříceninách chrámu: kapitolky o náboženské krisi;
- 1924 – Bible : co praví moderní věda o původu a rázu knih biblických / napsal Jan z Mýta (vydáno pod pseudonymem);
- 1924 – Pavel z Tarsu: myslitel a dobyvatel;
- 1936 – Agrární prvky v kultuře (vydáno posmrtně).

Je autorem mnoha novinových článků a časopiseckých statí, které publikoval v řadě periodik (Věstník katolického duchovenstva, Nezmar, Volná Myšlenka, Volná škola, Havlíček, Neruda, Večer, Venkov, Česká Mysl, Dennice novověku...).